# 탑선
주식회사 탑선(영어: Top Sun)은 대한민국의 태양광 발전 시스템 기업이다. 150MW 태양광발전소를 개발, 준공하였다.